# Коликео, Симон
Симон Коликео (1840 — 22 сентября 1902) — вождь племени бороано-мапуче, возглавлявший важную фракцию «дружественных индейцев» аргентинского правительства с 1876 года.

## Биография
Родился в 1840 году. Второй сын известного индейского вождя Игнасио Коликео (1786—1871) и чилийки Фелипы Квинтуиль. Потомок токи Кауполикана (? — 1558), героя сопротивления инспанским конкистадорам.
Он явно был смешанной расы, носил бороду и появлялся на публике в военной или гражданской одежде, всегда в белой мужской одежде. Выросший среди племени Ранкель, он был протеже как беженца Мануэля Байгоррии, так и вождя племени Ранкелес, Пайна Гуора. Он считал себя другом Мариано Росаса, по крайней мере до того времени, пока их племена не враждовали. Он учился в школе в Сан-Луисе, а в юности выступал в качестве оратора на встречах между коренными народами и «христианами».
В возрасте двадцати одного года в 1861 году Симон Коликео сражался в битве при Павоне под командованием Бартоломе Митре во главе 300 индейских копейщиков. Ему было присвоено воинское звание и он был зачислен в гарнизон города Лос-Тольдос, где нёс военную службу в качестве офицера «дружественных индейцев».
После смерти отца в 1871 году он признал власть своего старшего брата Хусто Коликео как вождя коренного народа Лос-Тольдос. Он участвовал в битве при Сан-Карлос-де-Боливар и получил звание старшего сержанта. Он заменял своего брата на посту вождя в те периоды, когда последний страдал от психической неуравновешенности.
В том же году, в результате масштабного пьянства, отряд улан, подчинявшийся Кальфукуре и Пинсену, похитил всех «дружелюбных индейцев» Коликео. Всех детей, от вождей до последних, заставляли идти в сторону индейских земель, пока их не достигли войска Аталивы Роки и Франсиско Борхеса. Хусто Коликео объяснил офицерам, что их похитили, и, несмотря на решимость Роки взять их в плен, чтобы сохранить земли Лос-Тольдос, Борхес приказал освободить их и доставить обратно в деревню. Ситуация не улучшилась и в последующие месяцы: некоторые индейцы, враги вождя Мануэля Гранде, укрылись в Лос-Тольдосе, предположительно для того, чтобы присоединиться к силам дружественных индейцев. Полковник Иларио Лагос понял, что назревает восстание, поэтому он напал на коренное население. Коликео действовал с большой осторожностью и в итоге вынудил Лагоса пойти с ним на переговоры, в результате чего избавился от своих протеже.
В 1872 году его брат Хусто Коликео был арестован аргентинцами и доставлен в тюрьму на острове Мартин-Гарсия, где его держали под стражей более года из-за его психического заболевания, а затем перевели в больницу в Буэнос-Айресе. Примерно в то же время поля и город Лос-Тольдос были разграблены группировками Пинсена и Намункуры.
Его настойчивые действия в интересах брата привели к его освобождению, и как только он появился в Лос-Тольдос, Симон снова признал в нем своего лидера. Однако Хусто Коликео решил присоединиться к «большому рейду», который организовал Мануэль Намункура в ответ на жестокое обращение белых с коренным населением. С пятьюдесятью копейщиками он на несколько месяцев исчез в нынешней провинции Ла-Пампа, и он вернулся, когда большой набег уже закончился, в сопровождении Пинсена и более тысячи улан. Вместе с ними он осадил Лос-Тольдос, который эффективно защищал его брат Симон, вынужденный спешно вернуться из форта, в который он был назначен. Хотя Хусто Коликео был близок к взятию города, он в конечном итоге эвакуировал регион и последовал за Пинсеном. Все более и более становясь невменяемым, он плохо обращался со своим союзником, и в конце концов последний приказал убить его, пронзив копьем.
На момент своей смерти Хусто Коликео официально все еще оставался вождем Лос-Тольдоса, но на практике его уже давно сменил его брат Симон. Последующие годы ему пришлось потратить на то, чтобы через юристов и нотариусов направлять усилия на сохранение своих земель. К счастью для них, армия все реже использовала дружественных индейцев, и больше не было рейдов так близко к Буэнос-Айресу. Однако Симон Коликео переехал в Нуэве-де-Хулио, где женился, создал семью и построил уютный дом. Он лично следил за тем, чтобы его подданные крестились, и убедил многих из них в этом, став их крестным отцом.
В последние годы века был основан город Лос-Тольдос. Он был официально основан в 1892 году торговцем Элето Уркисой, который десятилетиями был поставщиком племени, прямо через дорогу от поля, которое делили коренные жители. Последние годы своей жизни он посвятил упорядочению имущественных прав общины и ее членов, а также стремился к тому, чтобы коренные народы наконец были признаны полноправными гражданами. Однажды в сентябре 1902 года он захотел помешать некоторым из своих последователей совершать традиционные обряды мапуче, что обеспокоило городского священника. В результате он получил травму от удара топором по голове.
Симон Коликео умер в Лос-Тольдосе, в доме своего брата Антонино Коликео, 22 сентября 1902 года. Его похороны стали первой массовой демонстрацией, состоявшейся в его городе.